# إسماعيل عبد الحميد الشيخ علي
إسماعيل عبد الحميد الشيخ علي الهيازعي العبيدي (1927-1999)، سياسي عراقي، وهو رجل أعمال معروف ومؤسس عدة شركات صناعية عراقية.

## حياته
ولد إسماعيل الشيخ علي في مدينة الحلة عام 1927، وكان والده عبد الحميد الشيخ علي يشغل منصب الحاكم في الحلة، بعدها انتقل إلى لواء العمارة مع والدهِ ثم إلى بغداد عندما عمل والدهُ قاضياً في محاكم بغداد ثم شغل منصب قاضي بغداد الأول في عقد الثلاثينات من القرن العشرين، ولقد توفى والده وهو في عمر صغير لا يتجاوز الثانية عشر، واخذ على عاتقهِ مساعدة والدتهِ الحاجة فاطمة محمد أمين القاضي (وهي من قضاء عانة) بتربية إخوته الأربعة الأصغر منه سناً، وهو في سن مبكرة مما جعله صاحب مسؤولية وإرادة عالية ساعدته في حياته المهنية والعائلية. وترتبط أسرته بأواصر المصاهرة مع أسرة الشيخ داود السعدي وأسرة الديملاني، وكان مجلس الأسرة ينعقد في بيت الأديب السيد محمود أفندي والد الوزير علي محمود الشيخ علي، وهو من أعيان بغداد.

## دراسته
اكمل دراسته الابتدائية والثانوية في المدرسة المركزية ببغداد ثم دخل كلية الحقوق وتخرج منها عام 1950، ثم اشتغل في مكتب ابن عمه المحامي علي محمود الشيخ علي لمدة سنتين لكسب الخبرة في مجال القانون.
بعدها تزوج ابنة المحامي علي محمود الكبرى السيدة زينب وسافر معها لانكلترا لاكمال دراسته العليا في جامعة لندن في القانون التجاري وحصل على شهادة ماجستير في القانون.
اثناء دراسته عمل في وزارة التجارة كممثل فخري لجمعية التمور العراقية في لندن عام 1954 وقام بعرض التمور بالاسواق البريطانية وقد ساعده بعض زملائه من الطلاب العراقيين أمثال المرحوم الدكتور ضياء خوندة ونوزاد ماجد مصطفى وغيرهم من الطلاب العراقيين من كافة الاختصاصات في لندن آنذاك.

## أعماله

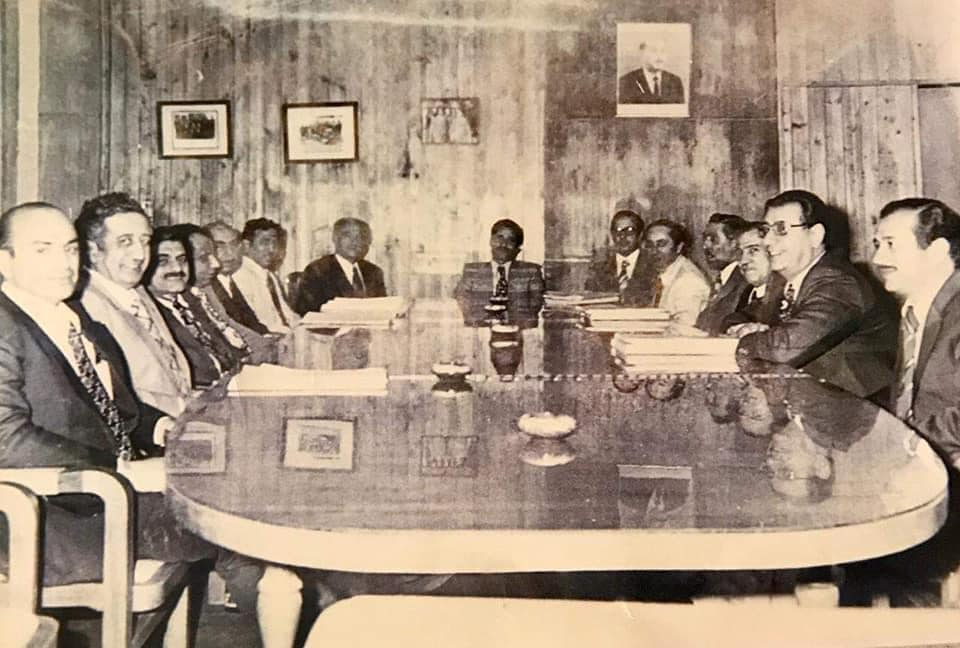
اجتماع اعضاء مجلس اتحاد الصناعات العراقي في بغداد للفترة 1972-1974، ويظهر فيها الاشخاص من اليسار: محمد حسن قزاز، محمد كافل حسين، إسماعيل الشيخ علي، بهاء شبيب، صادق الخليل، جعفر الذهب، خليل الطويل، حاتم عبد الرشيد، غسان مرهون، محمد أمين الجاف، كامل العزاوي، عبدالأمير الجميلي، صبيح الخضيري، قاسم الصفار

بعد ان انهى إسماعيل دراستهُ الجامعية ذهب إلى بيروت واشتغل بالتجارة الحرة لمدة أربع سنوات، ثم بعد حركة تموز 1958 رجع إلى العراق، وشغل منصب مدير عام في وزارة التجارة، وكذلك شغل منصب أول مسجل شركات في وزارة التجارة واستحدث هذه الوظيفة لأول مرة في العراق، ولقد كان عضواً فعالاً في اتحاد الصناعات العراقي خلال فترة رئاسة السيد حاتم عبد الرشيد في عقد السبعينات من القرن العشرين.

## من أهم انجازاته
- افتتاح أول معرض للتمور العراقية في معرض أولمبية في إنجلترا.
- إنشاء شركة بغداد للحياكة والجواريب عام 1961. ثم توقفت الشركة في عقد التسسعينات بسبب الحصار وعدم القدرة على استيراد الغزول.
- أسس شركة ثانية هي معمل الحسناء للبودرة عام 1963-1964 ولقد كان مقرها الكاظمية ثم في بداية عقد السبعينات توسعت نشاطات الشركة وادخل عليها خطوط انتاجية متعددة وتغير اسمها إلى شركة الحسناء لمواد التجميل المحدودة وانتقلت إلى موقع آخر مجاور لشركة الجواريب في منطقة الوزيرية بالمنطقة الصناعية ببغداد قرب الجامعة المستنصرية.

كان بناء شركة الحسناء بمواصفات بناء عالمية حسب طلب الشركات العالمية وباشرافهم فكانت شركة متكاملة تنتج عدة خطوط انتاجية في آن واحد بالمواصفات العالمية فتدخل الحبيبات البلاستيكية لعمل القناني وتخرج مليئة بالمنتوج الكامل لتسويقهِ فيعتبر أول من أدخل صناعة الماركات العالمية للعراق ومن أوائل الصناعيين الذين ادخلوا الماركات العالمية للتجميل في منطقة الشرق الأوسط والدول العربية، واخذ امتياز لتصنيعها داخل العراق.
وتوقف العمل في الشركة عام 1999 بسبب الحصار والمقاطعة الاقتصادية التي شهدها البلد وشحة المواد الأولية. ومن الشركات الأجنبية التي صنعت منتوجاتها في العراق هي: Max Factor, Johnson &Johnson Unilever وغيرها من الشركات العالمية.
ولقد انتخب عضواً في اتحاد الصناعات العراقية لدورتين متتاليتين شغل اثنائها وظيفة فخرية كنائب رئيس محكمة العمل لعدة سنوات.

## وفاته
توفي إسماعيل عبد الحميد بعد اصابتهِ بسكتة قلبية فسافر على اثرها للعلاج إلى إنجلترا، ووافته المنية في الرابع عشر من شهر نيسان عام 1999، ودفن في مقبرة مدينة بورنموث بمقاطعة دورست في إنجلترا.